# 東間一貴
東間 一貴（とうま かずき、1998年5月22日 - ）は、日本の俳優、ダンサーである。福島県出身。

## 略歴
福島県出身。2歳よりモダンダンスを始め、その後ジャズダンスやクラシックバレエ、コンテンポラリーダンス等様々なダンスを学ぶ。自作ソロ作品での全国舞踊コンクール上位入賞多数。
19歳で上京すると、自身初となるミュージカル『ナイツ・テイル-騎士物語-』に出演。ダンサーとしての活動以外にも幅を広げ、様々なミュージカル等舞台作品へ出演する。
ミュージカル『春のめざめ』ではモーリッツ役に抜擢され好評を博すと、『IBUKI』では自身初の主演を務めるなど、歌や芝居でも存在感を発揮し、ジャンルレスな俳優・表現者として舞台を中心に活動中。

## 出演

### 舞台・ミュージカル
- プレミアム・ファンタジー・アクト・シアター『カルメン～ドン・ホセの告白』(2016年8月4日-7日、草月ホール) - 少年 役
- ドラマティック・スーパー・ダンスシアター『サロメ』(2017年12月8日-10日、シアター1010)
- 新国立劇場オペラ『ホフマン物語』(2018年2月-3月、新国立劇場オペラパレス) - ダンサー
- スーパーダンスシアター『Flamencoマクベス～眠りを殺した男～』(2018年5月23日-27日、シアター1010)
- ミュージカル『KNIGHT'S TALE－騎士物語－』(2018年7月-8月、帝国劇場  / 9月-10月、梅田芸術劇場メインホール)
- ミュージカル『Endless SHOCK』(2019年2月-3月、帝国劇場 / 9月-10月、梅田芸術劇場メインホール)
- 『SHOW BOY』(2019年7月、シアタークリエ / 名古屋市公会堂) - 刑事 役 ほか
- 『WEST SIDE STORY』season1(2019年11月-2020年1月、IHIステージアラウンド東京) - ボロ 役
- 『WEST SIDE STORY』season3(2020年4月-5月、IHIステージアラウンド東京) - ボロ 役※新型コロナウイルスの影響により全公演中止
- ミュージカル『ヘアスプレー』(2020年6月、東京建物Brillia Hall)※新型コロナウイルスの影響により全公演中止
- ミュージカル『ハウ・トゥー・サクシード』(2020年9月-10月、東急シアターオーブ / オリックス劇場) - アーネスト 役
- 『Dancing!!!』(2020年12月、渋谷・さくらホール) - メインダンサー
- ミュージカル『IN THE HEIGHTS』(2021年3月-4月、鎌倉芸術館 大ホール / オリックス劇場 / 日本特殊陶業市民会館 ビレッジホール / TBS赤坂ACTシアター)
- 『SHOW BOY』再演(2021年7月-8月、シアタークリエ / 新歌舞伎座 / 名古屋市公会堂) - 刑事 役 ほか
- ミュージカル『KNIGHT'S TALE－騎士物語－』再演(アクションキャプテン、2021年9月-11月、梅田芸術劇場メインホール / 帝国劇場 / 博多座)
- ハートフルコメディミュージカル『人間泥棒-元小泥棒の夢-』(2021年12月、ABCホール / 2022年1月-2月、配信公演) - 宙組 ルイ 役
- ミュージカル『メリー・ポピンズ』(2022年3月-6月、東急シアターオーブ / 梅田芸術劇場メインホール)
- ミュージカル『春のめざめ』(2022年7月15日-31日、浅草九劇) - モーリッツ役 EASTチーム
- ミュージカル『ヘアスプレー』(2022年9月17日-11月20日、東京建物Brillia Hall / 博多座 / 梅田芸術劇場メインホール / 御園座)
- ミュージカル『キングアーサー』(2023年1月-3月、新国立劇場 中劇場ほか)
- 『Sound Horizon 7.5th or 8.5th Story Concert「絵馬に願ひを！」～大神再臨祭～』(2023年4月13日-6月3日、東京国際フォーラムほか) - 踊り手
- 劇団 東のボルゾイ ミュージカル『IBUKI』(2023年5月24日-28日、中目黒キンケロ・シアター)-主演 オノ役
- ミュージカル『20世紀号に乗って』（2024年3月12日 - 31日、東急シアターオーブ / 4月5日 - 10日、オリックス劇場）[2]
- ミュージカル『ジェイミー』（2025年7月 - 8月、東京建物 Brillia HALL / 新歌舞伎座 / 愛知県芸術劇場 大ホール） - ミッキー 役[3]
- ミュージカル『メリー・ポピンズ』(2026年3月 - 5月〈予定〉、東急シアターオーブ / 5月 - 6月〈予定〉、梅田芸術劇場メインホール）[4]

### CM
- 『PEPSI J-cola 怪物舞踏団篇』(2018年)

### その他
- トーク&ライブ『STEP〜舞台への一歩〜』(池袋コミュニティ・カレッジ、定期開催)
- Musical Llve『poco a poco』(2021年2月28日、東新宿Petit MOA)
- 『泉見洋平 PREMIUM LIVE 2021〜終わりのない歌〜』(2021年8月-9月、配信公演) - ダンサー
- 『泉見洋平 COUNTDOWN LIVE 2021-2022』(2021年12月31日-2022年1月1日、南青山MANDALA)